# Chiesa di San Marco (Malé)
La chiesa di San Marco, anche nota come chiesa dei Santi Marco ed Egidio, è la parrocchiale di Magras, frazione di Malé in Trentino. Fa parte della zona pastorale delle Valli del Noce dell'arcidiocesi di Trento e risale al XIV secolo.

## Storia

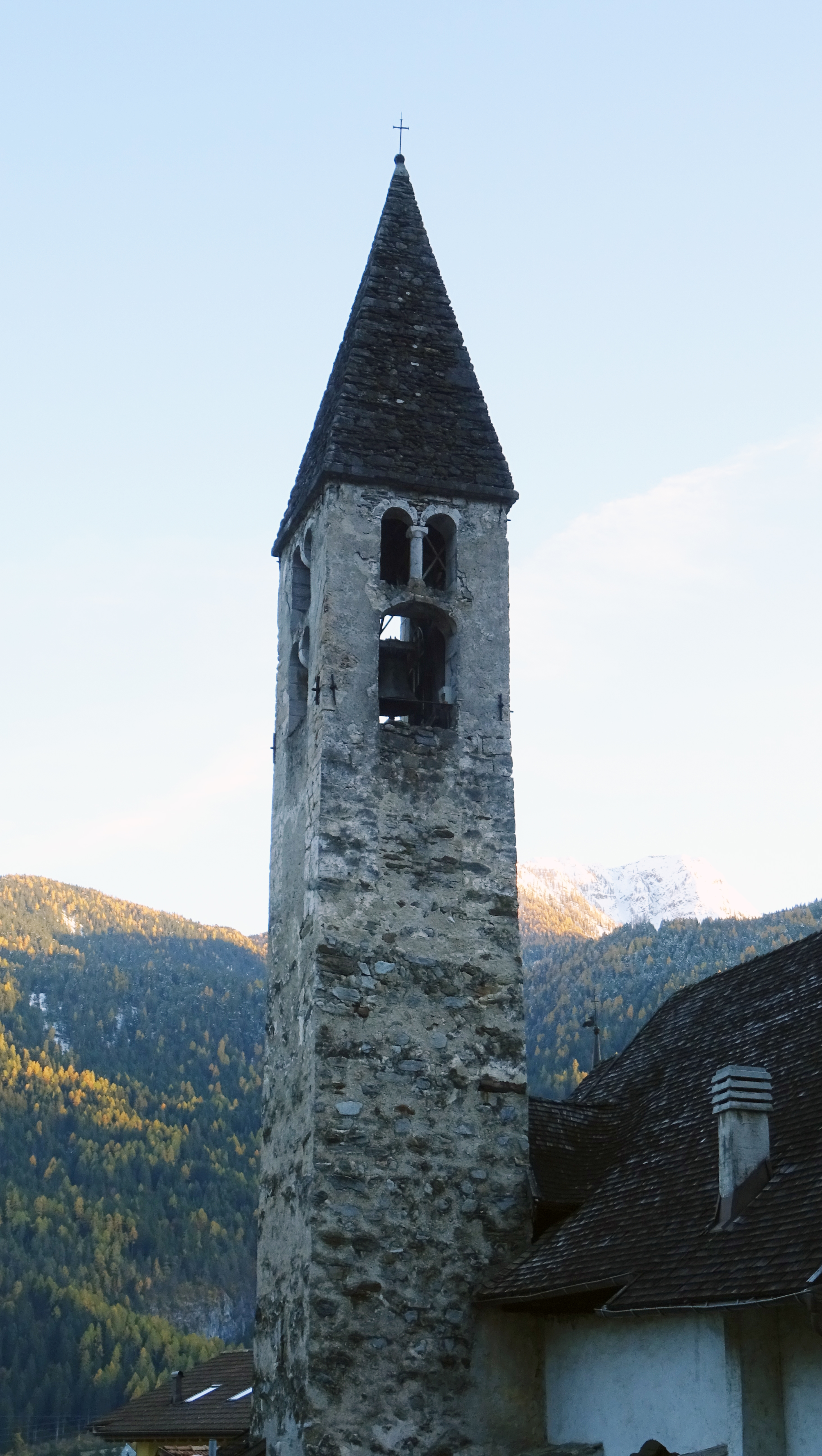
Torre campanaria.

Il primo luogo di culto di Magras, che ebbe dedicazione a sant'Egidio, venne edificato probabilmente nel XIV secolo perché alcuni frammenti di affresco ancora presenti sulle pareti esterne sono databili a tale periodo e in parte è possibile attribuirli al maestro di Sommacampagna, forse identificabile con Giovanni da Volpino. La chiesa San Zili de Magrasio fu citata la prima volta nel testamento redatto durante il 1464 nella rocca di Samoclevo da Pretelius de Caldesio. La solenne consacrazione venne celebrata dal vescovo suffraganeo di Trento Giorgio Vink nel 1482. Entro la fine del secolo la chiesa venne ricostruita sotto la guida del maestro Adamo da Laino d'Intelvi e la consacrazione dell'altare laterale fu celebrata nel 1530. Nel 1532 su un documento notarile per la prima volta si trova scritta la doppia dedicazione ai Santi Marco ed Egidio (in seguito rimarrà la dedicazione per il solo san Marco).
Durante la sua visita pastorale del 1617 il vescovo suffraganeo di Trento Pietro Belli consacrò l'altare laterale di destra a San Carlo Borromeo poi, tra il 1643 e il 1669 l'edificio fu oggetto di importanti lavori come il restauro della torre campanaria, il rifacimento delle coperture del tetto e la sostituzione di alcune finestre. Durante il secolo successivo venne sistemata l'area cimiteriale della comunità attorno alla chiesa, fu rifatta ancora la copertura del tetto e si procedette ad un restauto generale con il rifacimento delle pavimentazioni, la posa di nuove balaustre per le cappelle laterali e il consolidamento delle parti murarie. Nel 1748 intanto la chiesa venne elevata a dignità curaziale.
Tra il 1817 e il 1830 fu rinnovato il concerto delle campane ed entro la metà del secolo il cimitero venne spostato all'esterno dell'abitato. Negli ultimi anni del secolo si pensò a un ampliamento del tempio ma nessuno dei progetti preparati allo scopo vennero realizzati. La scala esterna posta sulla sinistra per l'accesso alla cantoria venne realizzata nel 1908 e nel primo dopoguerra del XX secolo la chiesa fu dotata dell'impianto elettrico, fu costruita una tettoia sul portale d'ingresso e furono dipinte le pareti interne. Tra il 1941 e il 1943 fu realizzato un ciclo di restauri conservativi.
L'ultimo importante intervento ha riguardato l'adeguamento liturgico realizzato tra il 1969 e il 1982. La mensa rivolta al popolo è stata ricavata dall'altare maggiore storico e spostata in avanti nel presbiterio, l'ambone è stato costruito in granito. La custodia dell'Eucaristia prima è stata posta nella cappella laterale a destra poi il tabernacolo originale è stato rimesso nel presbiterio in fondo, posteriormente alla mensa rivolta al popolo dove si trova anche la sede del celebrante, una panca in legno.

## Descrizione

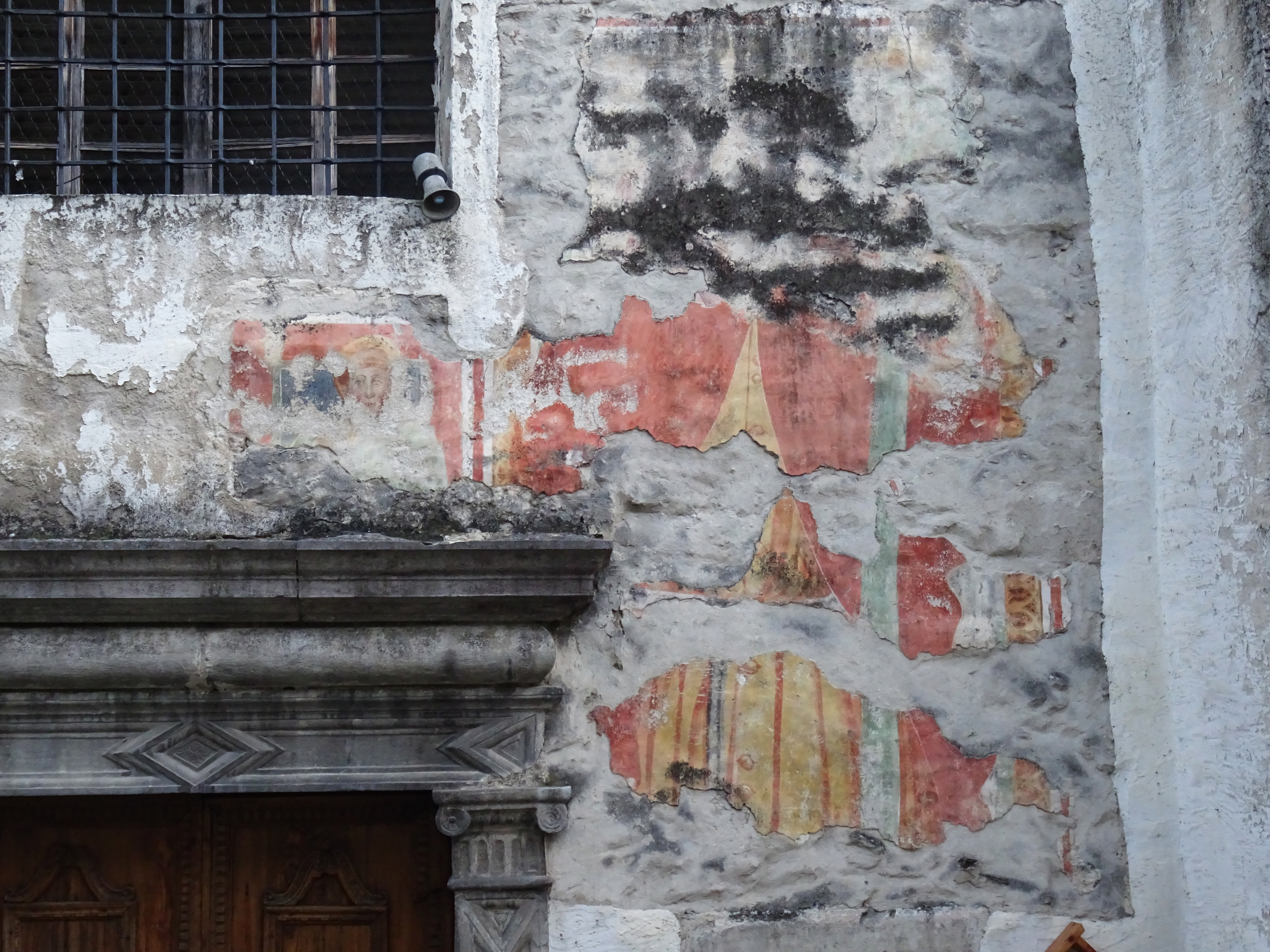
Resti di affresco sulla facciata.

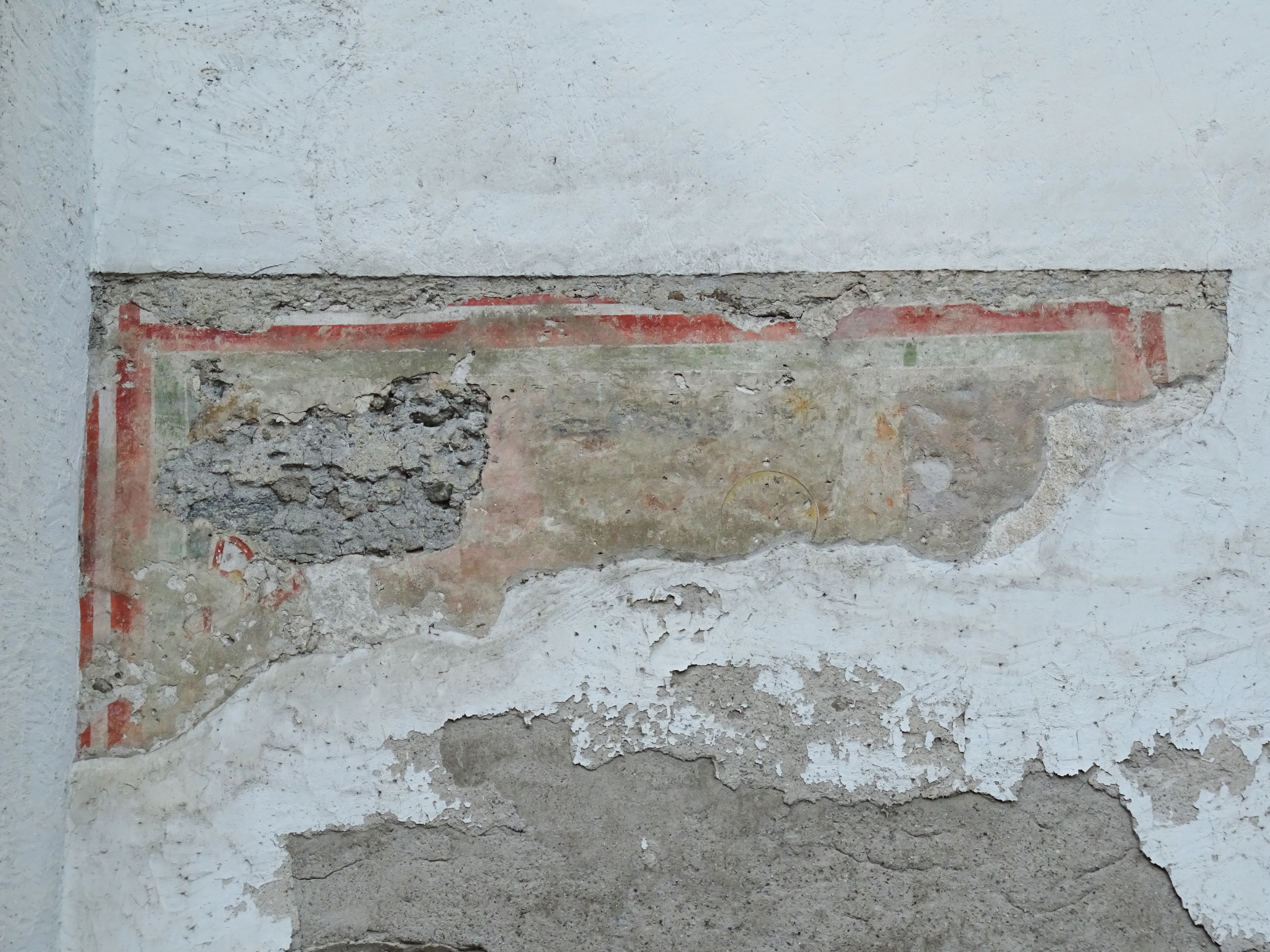
Resti di affresco sulla parete esterna a destra.

### Esterni
La chiesa di San Marco si trova in posizione leggermente decentrata nell'abitato di Magras, nella sua parte meridionale. Mostra orientamento verso sud-est e la sua facciata a capanna con due spioventi in stile gotico è caratterizzata dagli imponenti contrafforti a pilastro che ne delimitano le fiancate. Il portale architravato è stato preceduto da un atrio settecentesco che ne ha deturpato il grande affresco raffigurante San Cristoforo poi eliminato. Ai lati dell'ingresso si trovano due piccole finestre quadrate e sopra, in asse, si apre la finestra di maggiori dimensioni a contorno mistilineo che porta luce alla sala. Sia la facciata anteriore sia quella laterale a destra conservano resti di affreschi del XIV secolo. La torre campanaria tardo romanica si alza in posizione arretrata sulla sinistra e si apre con due ordini di finestre, quelle inferiori a monofora e quelle superiori a bifora. La cuspide di copertura è a forma di piramide acuta a base quadrata.

### Interni
La navata interna è unica e formata da tre campate con volte a reticolo. Il presbiterio è leggermente rialzato. L'altare maggiore del 1954 è stato parzialmente smembrato durante l'adeguamento liturgico. L'altare laterale a sinistra fu restaurato dallo scultore di Brunico Othmar Winkler, la sua pala d'altare è di particolare pregio e risale al XVI secolo. Raffigura Santa Lucia, San Niccolò e Santa Giustina e viene da alcuni attribuita ad Alessandro Bonvicino detto il Moretto,